# 因斯布鲁克皇宫
因斯布鲁克皇宫（Hofburg）是蒂罗尔亲王的驻地。蒂罗尔伯爵西格蒙德大公兴建了一座中世纪城堡。他的继任者，神圣罗马帝国皇帝马克西米利安一世加以扩建。18世纪，玛丽亚·特蕾西亚又将其改为维也纳宫廷洛可可风格，即今天所见的宏伟建筑。 
玛丽亚·特蕾西亚只有两次来到因斯布鲁克：1739年经过，1765年举办儿子利奥波德二世与西班牙公主的婚礼，玛丽亚·特蕾西亚大街南端的 凯旋门就是这次婚礼的纪念物。但是在婚礼期间，皇帝弗朗茨一世去世，他去世的房间被改为小圣堂，其装潢体现出女皇丧夫的悲痛心情。

## 参考文献

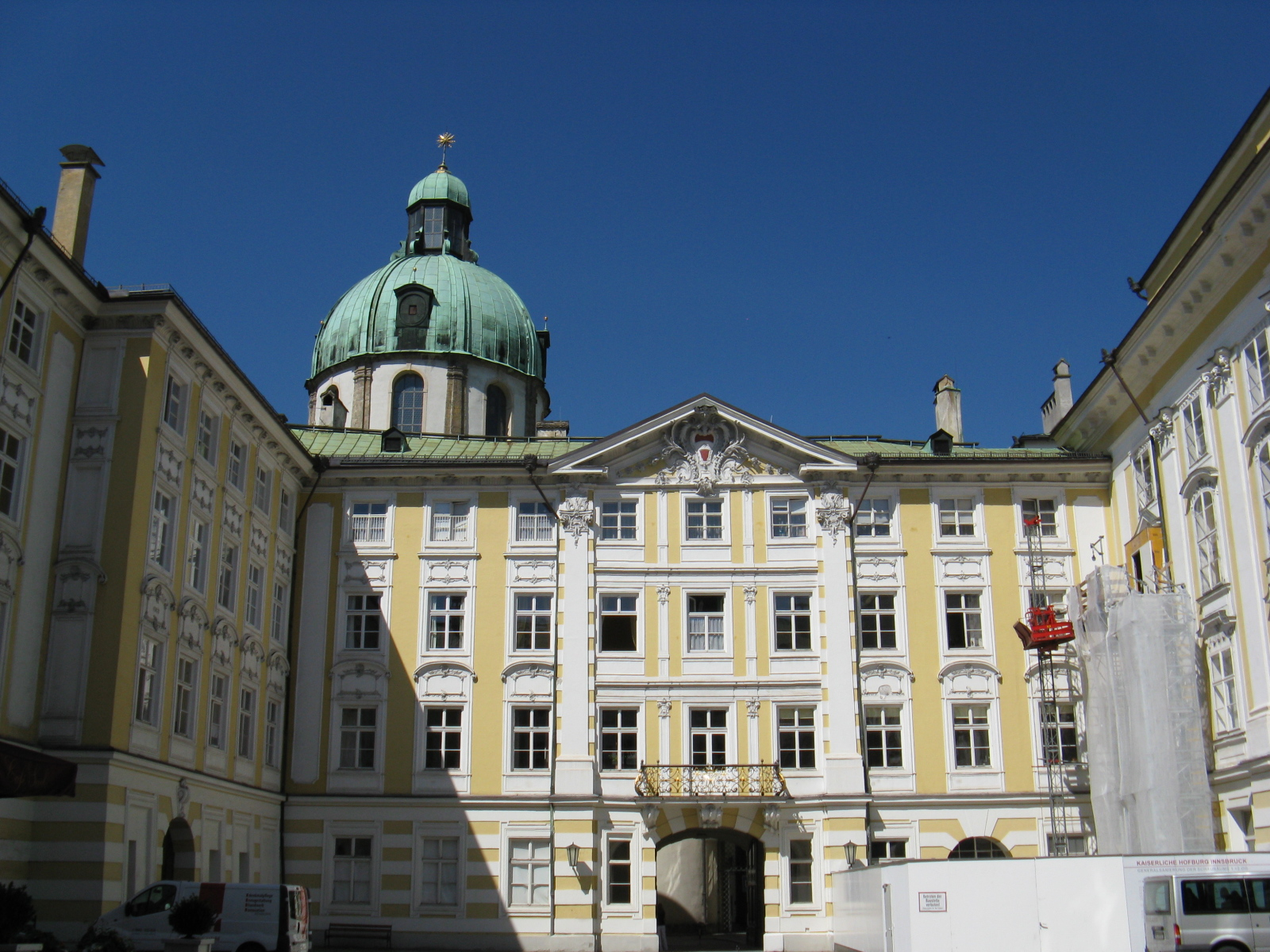